# كفر الشوربجي
كفر الشوربجي إحدى قرى مركز كفر الزيات التابع لمحافظة الغربية بجمهورية مصر العربية. 

## التاريخ
أصله من توابع شبرا النملة ثم فصل عنها في سنة 1228 هـ. ذكر من توابع مركز محلة منوف في تعداد 1882 باسم كفر الجوربجي، وذكر بهذا الاسم أيضًا في تعدادي 1897 و1907 ولكن من توابع مركز كفر الزيات.

## السكان
بلغ عدد سكان كفر الشوربجي 4106 نسمة حسب تقدير عام 2018.
| السنة  | 1882 | 1897 | 1907 | 1927 | 1947 | 1960 | 1976 | 1986 | 1996 | 2006  | 2018 |
| ------ | ---- | ---- | ---- | ---- | ---- | ---- | ---- | ---- | ---- | ----- | ---- |
| القرية | 876  | 1264 | 1389 | 1559 | 1765 | 1756 | 2118 | 2378 | 2815 | 3,378 | 4106 |